# Государственная дума Российской Федерации VIII созыва
Государственная дума Федерального собрания Российской Федерации восьмого созыва была избрана 19 сентября 2021 года, причём подавляющее большинство получила партия «Единая Россия» (324 мандата, 72 %). Полномочия созыва в соответствии с частью 1 статьи 96 Конституции Российской Федерации продлятся пять лет (до сентября 2026 года). Первое заседание Государственной думы прошло 12 октября 2021 года. Её председателем стал Вячеслав Володин, избрано 11 его заместителей, включая двух первых заместителей.

## Выборы
Выборы VIII созыва Государственной думы состоялись 17—19 сентября 2021 года с завершением в единый день голосования 19 сентября. На июнь 2021 года 32 российских политических партии имели право участвовать в выборах. При этом партии, которые на предыдущих выборах получили мандаты по партийному списку или набрали более 3 % голосов, либо те, кто представлен хотя бы в одном из региональных парламентов, допускались к участию в выборах без сбора подписей. После выборов VII созыва льготы лишились партии ПАРНАС и «Гражданская сила», ещё две партии с льготой — «За правду» и «Патриоты России» — объединились со «Справедливой Россией», образовав единую партию «Справедливая Россия — За правду». Таким образом, осталось 14 партий, которые могли выдвигаться на выборы без сбора подписей:
- Гражданская платформа;
- Единая Россия;
- Зелёная альтернатива;
- Зелёные;
- Коммунистическая партия Российской Федерации;
- Коммунисты России;
- Либерально-демократическая партия России;
- Новые люди;
- Партия роста;
- Родина;
- Российская партия пенсионеров за социальную справедливость;
- Российская партия свободы и справедливости;
- Справедливая Россия — За правду;
- Яблоко.

Остальные 18 партий для участия в выборах 2021 года должны были собрать не менее 200 тысяч подписей в свою поддержку.

## Прогнозы и реальность
Согласно ряду докладов, публиковавшихся агентством ИНСОМАР, Фондом развития гражданского общества и Экспертным институтом социальных исследований (ЭИСИ) в марте 2021 года, «Единая Россия» должна была сохранить в парламенте VIII созыва конституционное большинство, что и произошло. Мысль о том, что новый созыв не будет качественно отличаться от прежнего, высказывал также политолог М. Виноградов. По прогнозу, в результате голосования по спискам «Единая Россия» была способна получить 111 мест из 225, то есть 49,3 % депутатских мандатов — фактически по списку она получила 126 мест, то есть 56 % депутатских мандатов.
Многие депутаты от партии «Единая Россия», с которыми ассоциируются запретительные и непопулярные законы последнего пятилетия, как предполагалось, не будут переизбираться — так и оказалось: не менее ста депутатов не стали претендовать на место в восьмом созыве. Одной из причин может быть то, что эти депутаты не считали себя имеющими моральное право претендовать на переизбрание после того как они, повинуясь фракционной дисциплине, проигнорировали мнение народа и поддержали пенсионную реформу. Эксперты предполагали, что Вячеслав Володин может оставить пост спикера — но он остался на посту.
Эксперты не сомневались, что вместе с «Единой Россией» в Госдуму пройдут КПРФ, ЛДПР и «Справедливая Россия — За правду» (и эти партии снова представлены в Думе), а главная интрига выборов усматривалась в том, появятся ли ещё фракции. Как варианты называлось прохождение Российской партии пенсионеров «За справедливость», партии «Яблоко», партии «Новые люди» и «Зелёной альтернативы». Высказывались мнения, что фракций может стать до шести — по факту, в Госдуму, хотя и на грани, прошли «Новые люди» (и стало пять фракций).
Политолог Илья Гращенков предсказывал, что новый парламент будет руководствоваться идеологией «осаждённой крепости» или «транзита» — с этим пока ясности нет.
Ещё до выборов, в июле 2021 года, в Европарламенте прозвучало предложение признать VIII созыв Госдумы нелегитимным, если голосование пройдёт с нарушениями. Эту инициативу поддержал комитет Европарламента по международным делам.

## Состав
21 сентября 2021 года ЦИК России опубликовал распределение мест по итогам выборов: Единая Россия — 324 места, КПРФ — 57, Справедливая Россия — за правду — 27, ЛДПР — 21, Новые люди — 13, Партия роста, Гражданская платформа и Родина — по одному месту, пять самовыдвиженцев по мажоритарным округам Официальные итоги Центризбирком подвёл в пятницу 24 сентября. При этом КПРФ не признала результаты выборов в Москве, считая их искажёнными в пользу «Единой России» за счёт электронного голосования.
Избранные самовыдвиженцы, а также представители партий «Родина» и «Гражданская платформа» сразу присоединились к основным фракциям, в результате чего «партийный» расклад стал таким: «Единая Россия» — 326, КПРФ — 57, «СРЗП» — 28, ЛДПР — 23, «Новые люди» — 15, Партия роста — 1. В декабре 2023 года, Партия Роста приняла решение об объединении с Новыми Людьми.

### Фракции
| Фракция                                   | Число депутатов | %       |
| ----------------------------------------- | --------------- | ------- |
| Фракция «Единая Россия»                   | 321             | 71,55 % |
| Фракция КПРФ                              | 57              | 12,66 % |
| Фракция «Справедливая Россия — За правду» | 28              | 6,22 %  |
| Фракция ЛДПР                              | 23              | 5,11 %  |
| Фракция «Новые люди»                      | 15              | 3,33 %  |
| Депутаты, не входящие во фракции          | 2               | 0,44 %  |

 Спустя полтора месяца после избрания один депутат был исключён из фракции «Единая Россия» и стал внефракционным — это изменение уже отражено в таблице.

### Руководство
- Председатель Государственной думы — Вячеслав Володин[21];
- Первые заместители председателя Государственной думы — Александр Жуков (ЕР), Иван Мельников (КПРФ)[21];
- Заместители председателя Государственной думы — Алексей Гордеев (ЕР), Анна Кузнецова (ЕР), Ирина Яровая (ЕР), Петр Толстой (ЕР), Сергей Неверов (ЕР), Шолбан Кара-Оол (ЕР), Александр Бабаков (СРЗП), Борис Чернышов (ЛДПР), Владислав Даванков (Новые люди)[21].

### Комитеты
Государственная Дума VIII созыва на первом пленарном заседании 12 октября 2021 года образовала 32 комитета и избрала их председателей:
- Комитет по государственному строительству и законодательству — председатель Павел Крашенинников (ЕР);
- Комитет по труду, социальной политике и делам ветеранов — председатель Ярослав Нилов (ЛДПР);
- Комитет по бюджету и налогам — председатель Андрей Макаров (ЕР);
- Комитет по финансовому рынку — председатель Анатолий Аксаков (СРЗП);
- Комитет по экономической политике — председатель Максим Топилин (ЕР);
- Комитет по промышленности и торговле — председатель Владимир Гутенев (ЕР);
- Комитет по защите конкуренции — председатель Валерий Гартунг (СРЗП);
- Комитет по малому и среднему предпринимательству — председатель Александр Демин (Новые люди);
- Комитет по собственности, земельным и имущественным отношениям — председатель Сергей Гаврилов (КПРФ);
- Комитет по энергетике — председатель Павел Завальный (ЕР);
- Комитет по транспорту и развитию транспортной инфраструктуры — председатель Евгений Москвичев (ЕР);
- Комитет по обороне — председатель Андрей Картаполов (ЕР);
- Комитет по безопасности и противодействию коррупции — председатель Василий Пискарёв (ЕР);
- Комитет по международным делам — председатель Леонид Слуцкий (ЛДПР);
- Комитет по делам Содружества Независимых Государств, евразийской интеграции и связям с соотечественниками — председатель Леонид Калашников (КПРФ);
- Комитет по региональной политике и местному самоуправлению — председатель Алексей Диденко (ЛДПР);
- Комитет по развитию Дальнего Востока и Арктики — председатель Николай Харитонов (КПРФ);
- Комитет по контролю — председатель Олег Морозов (ЕР);
- Комитет по охране здоровья — председатель Дмитрий Хубезов (ЕР);
- Комитет по науке и высшему образованию — председатель Сергей Кабышев (СРЗП);
- Комитет по просвещению — председатель Ольга Казакова (ЕР); Белых Ирина (ЕР)
- Комитет по защите семьи, вопросам отцовства, материнства и детства — председатель Нина Останина (КПРФ);
- Комитет по аграрным вопросам — председатель Владимир Кашин (КПРФ);
- Комитет по экологии, природным ресурсам и охране окружающей среды — председатель Дмитрий Кобылкин (ЕР);
- Комитет по культуре — председатель Елена Ямпольская (ЕР); Ольга Казакова (ЕР)
- Комитет по развитию гражданского общества, вопросам общественных и религиозных объединений — председатель Ольга Тимофеева (ЕР);
- Комитет по делам национальностей — председатель Геннадий Семигин (СРЗП);
- Комитет по физической культуре и спорту — председатель Дмитрий Свищёв (ЛДПР);
- Комитет по туризму и развитию туристической инфраструктуры — председатель Сангаджи Тарбаев (Новые люди);
- Комитет по молодёжной политике — председатель Артём Метелев (ЕР);
- Комитет по строительству и жилищно-коммунальному хозяйству — председатель Сергей Пахомов (ЕР);
- Комитет по информационной политике, информационным технологиям и связи — председатель Сергей Боярский (ЕР).

### Комиссии
- Комиссия по Регламенту и обеспечению деятельности Государственной думы — председатель Виктор Пинский;
- Комиссия по вопросам депутатской этики — председатель Валентина Терешкова;
- Комиссия по рассмотрению расходов федерального бюджета, направленных на обеспечение национальной обороны, национальной безопасности и правоохранительной деятельности — сопредседатели Андрей Картаполов, Андрей Макаров, Василий Пискарёв;
- Комиссия по вопросам контроля за достоверностью сведений о доходах, об имуществе и обязательствах имущественного характера, представляемых депутатами Государственной Думы, и мандатным вопросам — председатель Отари Аршба;
- Счетная комиссия.

## Деятельность
Первое заседание Госдумы VIII созыва прошло 12 октября 2021 года. Несмотря на то, что, согласно пункту 3 статьи 99 Конституции РФ и традициям российского парламентаризма, первое заседание Госдумы должен открывать старейший по возрасту депутат (им являлся 85-летний представитель «Единой России» Владимир Ресин), его по предложению фракции «Единая Россия» открыла 84-летняя Валентина Терешкова.
14 октября 2021 года фракция «Единая Россия» заблокировала предложение КПРФ провести парламентское расследование пыток заключённых.
- За предложение КПРФ проголосовали 96 депутатов (из них 1 депутат фракции «Единая Россия» — Александр Поляков, 53 депутата фракции КПРФ, 23 депутата фракции «Справедливая Россия — За правду», 12 депутатов фракции ЛДПР, 7 депутатов фракции «Новые люди»);
- против проголосовал 261 депутат (из них 258 депутатов фракции «Единая Россия», 2 депутата фракции КПРФ — Сергей Гаврилов и Александр Ющенко, 1 депутат фракции ЛДПР — Иван Мусатов);
- воздержался 1 депутат (Оксана Дмитриева, не входит во фракции)[23][24].

25 ноября 2021 года был лишён депутатской неприкосновенности депутат фракции КПРФ Валерий Рашкин.
- За лишение его депутатской неприкосновенности и согласие на возбуждение в отношении него уголовного дела проголосовал 341 депутат (из них 287 депутатов фракции «Единая Россия», 20 депутатов фракции «Справедливая Россия», 21 депутат фракции ЛДПР, 12 депутатов фракции «Новые люди» и 1 депутат, не входящий во фракции — Евгений Марченко);
- против проголосовали 55 депутатов (из них 54 депутата фракции КПРФ и 1 депутат фракции «Справедливая Россия» — Дмитрий Кузнецов);
- воздержались 2 депутата (оба из фракции «Справедливая Россия» — Вадим Белоусов и Николай Бурляев)[26].

15 февраля 2022 года Госдума обратилась к президенту Путину с просьбой признать ДНР и ЛНР.
4 марта 2022 года Госдума приняла закон об уголовной ответственности за фейки о российской армии, дискредитацию Вооружённых сил РФ и призывы к санкциям.
25 мая Госдума лишила депутата фракции КПРФ Валерия Рашкина депутатского мандата.
7 июня 2022 года Госдума приняла закон о неисполнении решений ЕСПЧ.
- За принятие закона проголосовал 361 депутат (из них 302 депутата фракции «Единая России», 26 депутатов фракции «Справедливая Россия», 20 депутатов фракции ЛДПР, 13 депутатов фракции «Новые люди»);
- против проголосовал один депутат — Михаил Матвеев (фракция КПРФ);
- воздержавшихся не было;
- не голосовали 88 депутатов (из них 23 депутата фракции «Единая Россия», 55 депутатов фракции КПРФ, 2 депутата фракции «Справедливая Россия», 2 депутата фракции ЛДПР, 2 депутата фракции «Новые люди» и оба депутата, не входящие во фракции)[35][36][37].

29 июня 2022 года Госдума приняла закон «О контроле за деятельностью лиц, находящихся под иностранным влиянием». Против его принятия проголосовало пять депутатов (четыре депутата фракции КПРФ и Оксана Дмитриева, не входящая во фракции).
20 сентября 2022 года Госдума приняла законопроект, вводящий в Уголовный кодекс понятия «мобилизация», «военное положение», «военное время».
3 октября Госдума одобрила законопроекты о принятии в состав Российской Федерации Донецкой Народной Республики, Луганской Народной Республики, Запорожской области и Херсонской области.
25 января 2023 года Госдума приняла законопроект, разрешающий депутатам не публиковать декларации о доходах.
- За принятие законопроекта проголосовали 323 депутата (из них 290 депутатов фракции «Единой России», 4 депутата фракции КПРФ, 1 депутат фракции «Справедливой России», 21 депутат фракции ЛДПР, 7 депутатов фракции «Новых людей»);
- против проголосовали 24 депутата (из них 17 депутатов фракции КПРФ, 5 депутатов фракции «Справедливой России» и 2 депутата фракции «Новых людей»);
- воздержались 18 депутатов (все из фракции «Справедливой России»)[50].

22 февраля 2023 года Госдума приняла законопроект о приостановлении участия России в договоре о стратегических наступательных вооружениях.
11 апреля 2023 года Госдума приняла законопроект о вручении повесток в армию в электронном виде. За его принятие проголосовали 394 депутата, против не проголосовал никто, воздержался 1 депутат — Дмитрий Кузнецов (фракция «Справедливой России»).
14 июля 2023 года Госдума приняла закон о запрете «смены пола».
- За принятие закона проголосовало 386 депутатов;
- голосов против и воздержавшихся не было[56].

25 июля 2023 года Госдума приняла закон о повышении предельного возраста призыва на срочную службу в российской армии до 30 лет.
- За принятие закона проголосовало 335 депутатов;
- против проголосовало 13 депутатов (из них 12 депутатов фракции «Новых людей» и 1 депутат, не входящий во фракции);
- воздержалось 28 депутатов (из них 4 депутата фракции КПРФ, 23 депутата фракции «Справедливой России» и 1 депутат фракции «Новых людей»)[58].

24 января 2024 года Госдума приняла в первом чтении законопроект о возможности конфискации имущества за фейки об армии.
- За принятие законопроекта проголосовали 395 депутатов;
- против проголосовали 3 депутата (из них 1 депутат фракции КПРФ — Сергей Шаргунов, и 2 депутата фракции «Новых людей» — Сардана Авксентьева и Ксения Горячева);
- воздержавшихся не было[60].

6 мая 2024 года Госдума приняла законопроект, запрещающий иноагентам избираться в любые органы публичной власти.
- За принятие законопроекта проголосовало 409 депутатов (из них 307 депутатов фракции «Единой России», 53 депутата фракции КПРФ, 26 депутатов фракции «Справедливой России», 21 депутат фракции ЛДПР, 1 депутат фракции «Новых людей» и 1 депутат, не входящий во фракции);
- голосов против и воздержавшихся не было[62].

23 июля 2024 года Госдума приняла законопроект, увеличивающий судебные пошлины.
- За его принятие проголосовали 313 депутатов (в том числе 299 депутатов фракции «Единой России» и 12 депутатов фракции ЛДПР);
- против проголосовали 92 депутата (из них 54 депутата фракции КПРФ, 25 депутатов фракции «Справедливой России», 12 депутатов фракции «Новых людей» и 1 депутат, не входящий во фракции)[64].

22 июля 2025 года Госдума приняла закон о штрафах за поиск в интернете экстремистских материалов. За проголосовали 306 депутатов, против — 67 (фракции КПРФ и «Новые люди»), воздержались 22 (фракция «Справедливая Россия»).

## Санкции
23 февраля 2022 года, после признания Россией ДНР и ЛНР, Евросоюз ввёл санкции против 351 депутата Госдумы, проголосовавших 15 февраля 2022 года в поддержку обращения к президенту Путину с просьбой признать ДНР и ЛНР.

## Скандалы
1 февраля 2022 года в прямом эфире в Instagram депутат Госдумы от Чечни, член фракции «Единая Россия» Адам Делимханов на чеченском языке обещал отрезать головы членам семьи судьи Сайди Янгулбаева и тем, кто переведет видео на русский язык. Ранее с угрозами в адрес семьи Янгулбаевых выступил и глава Чечни Рамзан Кадыров.

## Оценки
В отношении состава Госдумы основным бросающимся в глаза и требующим объяснения моментом ряд специалистов называет то, что партийное представительство не соответствует истинной картине предпочтений в российском обществе, зафиксированной многочисленными предвыборными соцопросами. А именно, за «Единую Россию» собирались голосовать примерно 30 % граждан — проголосовали 49 %, по результатам же «ЕР» получила 72 % кресел (324/450).
Фундаментальная причина искажений заключается в специфике мажоритарной системы относительного большинства при выборах по одномандатным округам, не оставляющей оппозиционерам шансов из-за статистического фактора. Политик Сергей Цыпляев констатировал, что из-за «дикого непропорционального варианта мажоритарки без второго тура» получают мандаты те, кто набирает 30 % голосов, что колоссальным образом увеличивает представительство одной партии в парламенте. Если грубо предположить, что правящая партия получает все одномандатные кресла и 40 % списочных (эффективно рейтинг «ЕР» составлял около 40 % (30/(100-25)): при опросах примерно 25 % респондентов заявляли, что не имели позиции или не намеревались участвовать), то итоговая цифра 72 % объяснима.
Некоторые эксперты считали, что имели место массовые фальсификации в пользу «Единой России». Например, Сергей Гуриев оценивал объём вбросов в размере 16 млн голосов, а реальную долю голосов за «ЕР» — около 30 %. Сходные данные озвучил и Сергей Шпилькин, заявив, что по его данным было 13,8 млн вброшенных голосов, а за «Единую Россию» проголосовали суммарно лишь 31—33 % избирателей. Политолог Дмитрий Орешкин подтвердил выводы Шпилькина, заявив, что тот «в значительной степени справедливо» интерпретирует полученные данные как признак фальсификаций: «Можно спорить о том, 14 млн приписали „Единой России“ или 12», но статистические методы Шпилькина очень убедительно показывают вбросы или дописывания голосов за одну партию (где больше явка, там и больше процент голосов за «Единую Россию»). Также Орешкин подтвердил, что объективный результат «Единой России» при честном голосовании — 30 %.
Политолог Константин Костин (до мая 2012 года работавший начальником управления внутренней политики администрации президента России) отметил, что в основе успеха «Единой России» лежит поддержка Президента и его вовлечённость в работу партии — он принимал участие и в работе съездов и в формировании её программы. Удачным решением стало и то, что предвыборная программа была написана с учётом мнений обычных граждан. Ещё один фактор — продуманная конструкция избирательных списков ЕР. В первой пятерке («паровозе») были популярные министры, которые пользуются доверием граждан. По мнению Костина политическая сила «Новые люди», преодолевшая 5-процентный барьер, смогла ответить на запрос электората на обновление, а ЛДПР, сильно снизившая результат в регионах, которые считала своей вотчиной, не преуспела в дебатах. Её лидер Владимир Жириновский был не столь убедителен и ярок на них, как обычно. Руководитель научного совета Центра политической конъюнктуры Алексей Чеснаков считает очень удачным решение с пятеркой «Единой России» и в целом тщательный отбор кандидатов. Лидер КПРФ Геннадий Зюганов не донес свой месседж до избирателей. «Заявленная борьба с ЕР не была видна», — констатирует Чеснаков.